# لينارد كامنا
لينارد كامنا (مواليد 9 سبتمبر 1996) هو دراج ألماني عضو في فريق بورا–هانسغروه.

## وصلات خارجية
- لينارد كامنا على موقع الاتحاد الدولي للدراجات (الإنجليزية)
- لينارد كامنا على موقع أرشيف الدراجات (الإنجليزية)
- لينارد كامنا على موقع إحصائيات الدراجات الإحترافية (الإنجليزية)
- لينارد كامنا على موقع نسبة الدراجات (الإنجليزية)
- لينارد كامنا على موقع CycleBase (الإنجليزية)